# 叶荣光
叶荣光（1963年—），中国国际象棋棋手。出生于浙江省温州市。1978年获全国国际象棋少年冠军，1983年获全国亚军，1988年、1989年全国团体赛中均获第一台第一，1982年全国团体冠军。他是中国第一位国际象棋特级大师。
| 前任： 叶江川 | 中国国际象棋男子冠军 1990年 | 繼任： 林卫国 |